# Huperzia brevifolia
Huperzia brevifolia là một loài thực vật có mạch trong Họ Thạch tùng. Loài này được (Grev. & Hook.) Holub mô tả khoa học đầu tiên năm 1985.